# Shaogomphus
Shaogomphus is een geslacht van libellen (Odonata) uit de familie van de rombouten (Gomphidae).

## Soorten
Shaogomphus omvat 3 soorten:
- Shaogomphus lieftincki Chao, 1984
- Shaogomphus postocularis (Selys, 1869)
- Shaogomphus schmidti (Asahina, 1956)